# Ashdod

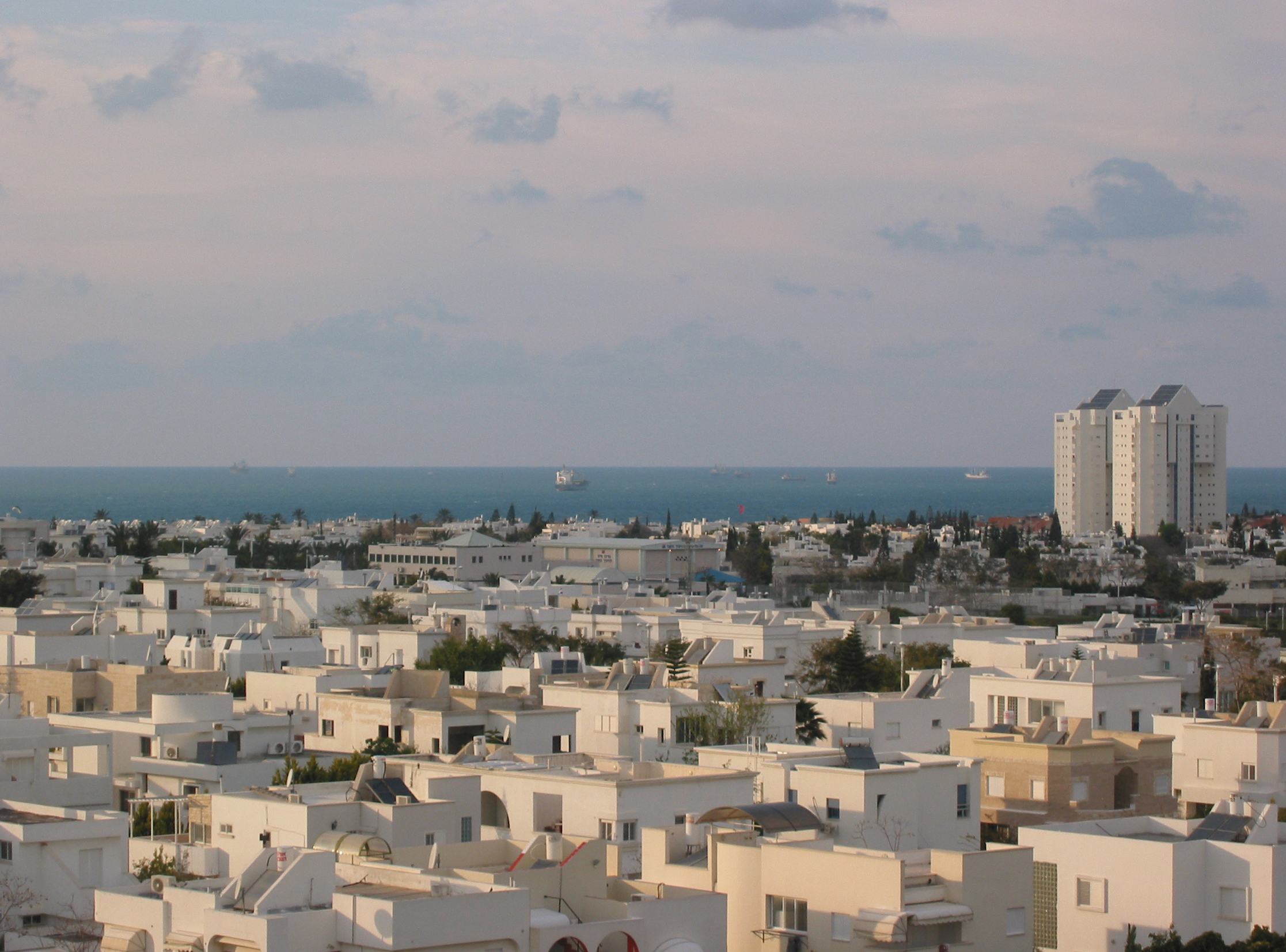
Vy över Ashdod.

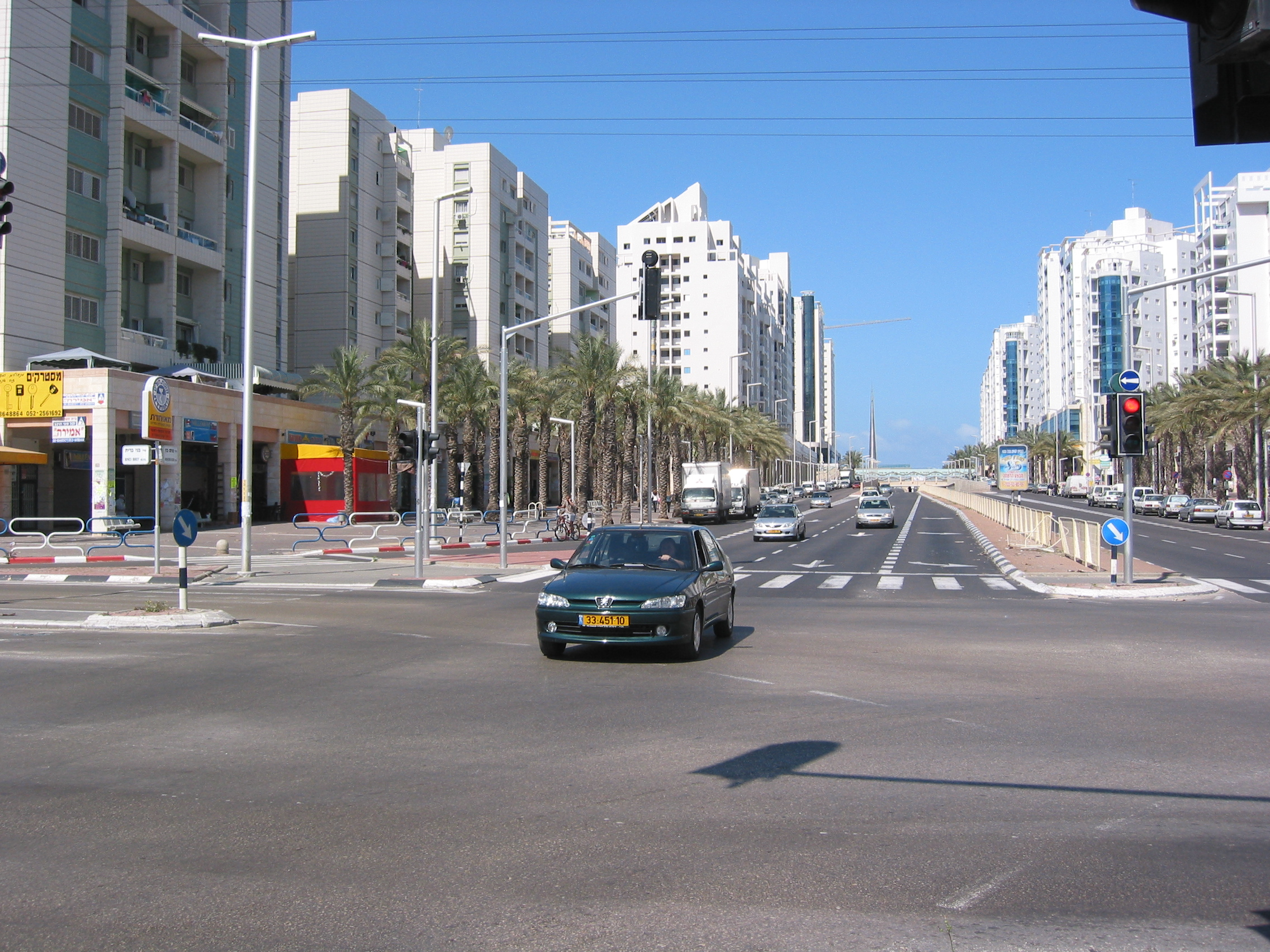
Ashdod.

Ashdod (hebreiska: אשדוד, arabiska: أشدود) är en hamnstad i Israel. Staden ligger vid Medelhavet i det Södra distriktet, 30 km söder om Tel Aviv. Staden hade 2016 en beräknad folkmängd på 221 591 invånare. Den är en av Israels snabbast växande städer.
Bebyggelsen är modern och sub-urbisk i sin karaktär med motorvägar, lamellhus och shoppingcentra. Dock har staden en populär strandpromenad.
Befolkningen består till 11 % av ortodoxa judar och till 32 % av immigranter från tidigare Sovjetunionen. På senare tid har staden börjat attrahera fransk-judiska immigranter och flera nya bostadsområden anläggs vid havet med särskild inriktning för dessa.
Den moderna staden har lånat sitt namn från en forntida filisteisk stad som var belägen strax söder om det nuvarande stadscentret. Den nuvarande staden grundades den 25 november 1956.